# UFC Fight Night: Błachowicz vs. Santos
UFC Fight Night: Błachowicz vs. Santos（ユーエフシー・ファイトナイト：ブラホビッチ・バーサス・サントス、別名UFC Fight Night 145、UFC on ESPN+ 3）は、アメリカ合衆国の総合格闘技団体「UFC」の大会の一つ。2019年2月23日、チェコ・プラハのO2アリーナで開催された。

## 大会概要
UFC初のチェコ開催となった本大会ではヤン・ブラホヴィッチとチアゴ・サントスによるライトヘビー級戦が組まれた。

## 試合結果

### プレリミナリーカード
第1試合 ライト級 5分3R
○  ダミル・イスマグロフ vs.  ヨエル・アルバレス ×
3R終了 判定3-0（30-27、30-27、30-27）
第2試合 71.2kg契約 5分3R
○  ディエゴ・フェレイラ vs.  ルスタム・ハビロフ ×
3R終了 判定3-0（30-27、30-27、29-28）
※フェレイラの体重超過によりライト級から変更。
第3試合 ウェルター級 5分3R
○  イスマイル・ナウルディエフ vs.  ミシェウ・プラゼレス ×
3R終了 判定3-0（30-26、30-26、30-27）
第4試合 ライト級 5分3R
○  ダミア・ハゾビック vs.  マルコ・ポーロ・レイエス ×
2R 2:03 TKO（パウンド）
第5試合 女子フライ級 5分3R
○  ジリアン・ロバートソン vs.  ヴェロニカ・マセド ×
2R 3:27 リアネイキドチョーク
第6試合 フェザー級 5分3R
○  クリス・フィッシュゴールド vs.  ダニエル・テイムル ×
2R 1:10 リアネイキドチョーク
第7試合 ウェルター級 5分3R
○  ドワイト・グラント vs.  カルロ・ペデルソリ ×
1R 4:59 TKO（右ストレート→パウンド）

### メインカード
第8試合 94.8kg契約 5分3R
○  マゴメド・アンカラエフ vs.  クリッドソン・アブレウ ×
3R終了 判定3-0（30-27、30-27、29-28）
※アブレウの体重超過によりライトヘビー級から変更。
第9試合 バンタム級 5分3R
○  ピョートル・ヤン vs.  ジョン・ドッドソン ×
3R終了 判定3-0（30-27、30-27、30-27）
第10試合 女子フライ級 5分3R
○  リズ・カムーシュ vs.  ルーシー・プディロヴァ ×
3R終了 判定3-0（30-27、29-28、29-28）
第11試合 ライトヘビー級 5分3R
○  ミハル・オレクシェイチュク vs.  ジアン・ヴィランテ ×
1R 1:34 TKO（左ボディーブロー→パウンド）
第12試合 ヘビー級 5分3R
○  ステファン・ストルーフェ vs.  マルコス・ホジェリオ・デ・リマ ×
2R 2:21	 肩固め
第13試合 ライトヘビー級 5分5R
○  チアゴ・サントス vs.  ヤン・ブラホヴィッチ ×
3R 0:39 TKO（左フック→パウンド）

### 各賞
ファイト・オブ・ザ・ナイト： 該当なし
パフォーマンス・オブ・ザ・ナイト： チアゴ・サントス、ステファン・ストルーフェ、ミハル・オレクシェイチュク、ドワイト・グラント
各選手にはボーナスとして5万ドルが授与された。

### カード変更
負傷などによるカードの変更は以下の通り。